# Christy-Brown-Schule Villingen-Schwenningen
Die Christy-Brown-Schule ist eine Schule für Körperbehinderte in Villingen-Schwenningen und gleichzeitig die einzige Schule dieser Art im Schwarzwald-Baar-Kreis. Namensgeber ist der irische Schriftsteller Christy Brown, der selbst eine Körperbehinderung hatte.

## Geschichte
Der Unterricht an der Christy-Brown-Schule begann für neun Schüler in den Klassenzimmern der Berufsschule in St. Georgen im Schwarzwald am 1980. Initiiert wurde die Schule vom Landrat Rainer Gutknecht. Die Schule erhielt 1986, also 9 Jahre später, ihr eigenes Gebäude in der Stadt Villingen-Schwenningen. 1996 waren die Kapazitäten erreicht und die Schule erhielt 1997 daher einen Anbau. Die Schule, die im Jahr 2006 ihr 30-jähriges Bestehen feiert, ist als Ganztagsschule konzipiert worden. Die Schule ist nach dem irischen Autor und Maler Christy Brown benannt, der selbst mit einer Körperbehinderung lebte.
Im Schuljahr 2005/2006 werden 127 Schüler unterrichtet, die überwiegend aus den Landkreisen Schwarzwald-Baar, Rottweil und Tuttlingen stammen.
Die Trägerschaft der Schule übernimmt der Schwarzwald-Baar-Kreis, wodurch der Kreis für die Ausstattung der Schule sowie für das Aufstellen des Lehrerpersonals zuständig ist. Dabei wird er von den Landkreisen Tuttlingen und Rottweil mitgetragen.

## Besonderheiten
Zu den Besonderheiten der Christy-Brown-Schule als Schule für Körperbehinderte zählt das Engagement zum Sportunterricht an dieser Schule. So findet seit 1994 jährlich ein Tischtennis- und Polybatturnier statt, an dem fast die Hälfte aller Schüler teilnehmen. Außerdem verfügt die Schule über ein eigenes Schwimmbad mit Hubboden, sodass alle Schüler mindestens einmal in der Woche am Schwimmunterricht teilnehmen können.
20 Schüler der Schule nahmen an den Dreharbeiten zum Bodensee-Tatort Wofür es sich zu leben lohnt 2015 teil.